# Grand Jury
Eine Grand Jury (engl. grand jury, wörtlich ‚große Jury‘) ist die Gesamtheit der Geschworenen, die nach US-amerikanischem Strafprozessrecht in einem nicht öffentlichen Verfahren darüber entscheidet, ob die von der Staatsanwaltschaft vorgebrachten Tatsachen sowie Anschuldigungen eine Anklage und einen eventuellen Prozess rechtfertigen. Sie wird Grand Jury genannt, da die Anzahl der Geschworenen im Vergleich zu einer regulären Jury relativ hoch ist.

## Hintergrund
Nach US-Bundesrecht besteht eine Grand Jury aus 16 bis 23 Personen. Nach Auffassung der Grand Jury muss ein hinreichender Tatverdacht (probable cause) bestehen, andernfalls wird das Verfahren eingestellt. Im bundesstaatlichen Recht entscheidet eine Grand Jury mit einer Mehrheit von zwölf Stimmen.
Grand Juries gibt es zudem in den meisten Bundesstaaten. Sie sind aber nur in rund der Hälfte der Bundesstaaten obligatorisch. In den anderen Bundesstaaten entscheidet der Staatsanwalt in eigener Zuständigkeit über die Anklageerhebung.
Eine weitere Funktion der Grand Jury ist die Untersuchung von Korruption in der öffentlichen Verwaltung und die Prüfung der Haftbedingungen in den Gefängnissen.
Die petit jury oder trial jury besteht dagegen nur aus 12 Personen. Sie muss in Strafverfahren in der Regel einstimmig entscheiden. In Strafsachen entscheidet sie über Schuld oder Unschuld des Angeklagten, in Zivilsachen über die Stattgabe oder Abweisung der Klage. In beiden Verfahren ist sie zur Entscheidung über die Tatfrage, insbesondere die Beweiswürdigung berufen. Das Gericht entscheidet dagegen über die Art und Weise der Beweiserhebung, über die Zulässigkeit einzelner Beweismittel und im Fall eines Schuldspruchs über das Strafmaß.
Alle Juries bestehen aus Gemeindebürgern, deren Auswahl den Bevölkerungsdurchschnitt repräsentieren soll.
Die Grand Jury wurde in vielen US-Bundesstaaten inzwischen durch ein Verfahren ersetzt, bei dem der Staatsanwalt dem zuständigen Richter zunächst eine information oder accusation vorlegen muss, der daraufhin eine Voranhörung unter Beteiligung des Beschuldigten und seines Rechtsbeistands abhält (preliminary hearing). Erst dann erfolgt die Entscheidung über die Anklageerhebung.